# Афанасово-3
Афана́сово-3 (рос. Афанасово-3) — присілок у складі Чорноголовського міського округу Московської області, Росія.
Стара назва — Афанасово.

## Населення
Населення — 72 особи (2010; 53 у 2002).
Національний склад (станом на 2002 рік):
- росіяни — 89 %